# The Trial of Superman
The Trial of Superman (dall'inglese, Il Processo di Superman) fu una storia crossover comparente in numerosi fumetti pubblicata dalla DC Comics nei vari fumetti di Superman tra novembre 1995 e gennaio 1996.

## Trama
Indebolito dopo una titanica battaglia con il Parassita (Rudy Jones nella sua forma più mostruosa), Superman inesplicabilmente si trovò incatenato e sotto stato di arresto da parte di un gruppo di ufficiali di polizia intergalattica sotto il comando del Tribunale, una corte intergalattica dedicata alla giustizia in tutte le sue molte forme. Portato su di un'altra galassia, Superman riuscì ad evadere brevemente ed ottenere l'energia per i suoi super poteri che gli furono portati via dal Parassita; tuttavia, venne catturato e i suoi poteri gli furono portati via da un dispositivo chiamato Geneti-Lucchetto. Quindi fu messo sotto processo dal Tribunale, personificato da tre grandi alieni dalla pelle blu, il cui leader fu noto con il nome di Tribunale Prime, mentre gli altri due con i nomi Pollux e Ternion. Scoprendo che uno dei suoi parenti contribuì all'annichilazione di Krypton e del suo popolo, Superman fu reputato colpevole del crimine in ragione della sua discendenza e condannato a morte.
Senza super poteri, Superman si ritrovò incarcerato con criminali di tutta la galassia. Tuttavia, si alleò con alcuni di loro per scappare, e uno di loro si chiamava Mope-Stattor Neer, un fragile umanoide del pianeta Thwire con l'abilità di adottare una finta apparenza muscolare. Superman e i suoi compagni furono cercati in tutta la galassia; nel frattempo Superboy (Conner Kent), Supergirl (Matrice), Acciaio (John Henry Irons), l'Eradicatore III (David Connor) e Alpha Centurion B (Marcus Aelius) si unirono come "Squadra di Salvataggio di Superman" per cercare Superman una volta scoperta la sua scomparsa. Furono tutti catturati dal Tribunale, però, dopo aver scoperto che Cyborg Superman (Hank Henshaw) era un impiegato di Tribunale Prime.
Dopo aver incontrato ed essersi battuto contro Cyborg Superman in persona, Superman fu ricatturato e riportato al Tribunale; la sua esecuzione fu quindi portata avanti. Tribunale Prime (diventato pazzo per il troppo potere) pianificò di promulgare una punizione adatta a Superman: attaccarlo ad un razzo e spararlo nella nuvola di kryptonite dove una volta esisteva Krypton. Cyborg Superman, però, aveva altri piani. Mentre l'esecuzione di Superman aveva luogo, il Cyborg cominciò ad assimilare la tecnologia del pianeta Tribunale nel tentativo di creare un nuovo Pianeta della Guerra. Gli amici di Superman cercarono di fermarlo, ma furono delle distrazioni al massimo e totalmente inefficaci; Superman riuscì a liberarsi dal razzo, però, e ritornò per battersi contro Cyborg Superman cercando di sconnettere il suo corpo dal pianeta.
Nonostante il salvataggio del pianeta dal Cyborg, Tribunale Prime mantenne in atto l'ordine di esecuzione di Superman. Superman confutò le accuse con un discorso che, mentre non convinse Tribunale Prime, scosse Pollux e Ternion fin nel profondo. Lui e la Squadra di Salvataggio di Superman si preparano ad andarsene, ma Superman si ricordò di Mope, che aveva lasciato indietro; questi sarebbe stato giustiziato comunque, nonostante le sue suppliche di innocenza. Superman ritornò da solo per Mope, ma si dovette confrontare di nuovo con Cyborg Superman; ora sotto controllo mentale di Tribunale Prime grazie ad un gioiello per il controllo della mente. Superman fu sconfitto e di nuovo legato al razzo per la sua esecuzione.
Nonostante gli sforzi dei suoi amici, Superman fu lanciato nello spazio. Tuttavia, le azioni di Superman ebbero una forte ispirazione sulla coscienza di Mope, che prese il posto di Superman sul razzo (utilizzando il suo potere di gonfiaggio dei muscoli per somigliare fisicamente a Superman). Mope, che rivelò di essere colpevole in realtà dei crimini di cui fu accusato, fu lanciato nella nuvola di kryptonite e morì, nonostante i tentativi di Superman di salvarlo.
Credendo che Superman fosse morto, il Tribunale si rivolse contro il Cyborg, interrogandolo e torturandolo al fine di ottenere una confessione: l'ammissione di colpa per la distruzione di Coast City e dei suoi abitanti. Tribunale Prime ordinò che fosse torturato ancora di più durante la confessione; Pollux, però, fu colpito da Tribunale Prime quando fu in disaccordo con lui. Subito dopo, Superman e la sua squadra di salvataggio si batterono contro Tribunale Prime, dopo di che Pollux e Ternion - stufi dell'abuso di potere di Tribunale Prime - dichiararono il loro compagno colpevole di crimini multipli, corruzione inclusa. Dopo un piccolo tafferuglio con Superman e i suoi amici, Tribunale Prime lasciò il pianeta, ma ora era tecnicamente un condannato, e questa fu presa come un'evasione; Pollux e Ternion ordinarono che gli fosse sparato, e così lo uccisero.
Pollux e Ternion considerarono Superman colpevole. Tuttavia, liberi dal pregiudizio di Tribunale Prime, revocarono la condanna a morte. Invece, lo condannarono a una vita di espiazione per il suo "crimine" notando che dato che aveva ingaggiato una battaglia senza fine per la verità e la giustizia, e quindi gli ordinarono di continuare la sua lotta. Non furono tanto indulgenti con Cyborg Superman, tuttavia. La sua condanna a morte era ancora in vigore, ma in quanto virtualmente indistruttibile, Pollux e Ternion lo condannarono ad essere teletrasportato all'orizzonte degli eventi di un buco nero. Superman e i suoi amici poterono infine fare ritorno sulla Terra.

## Lista dei fumetti contenenti "The Trial of Superman" in ordine cronologico

### Prologo
- Superman: The Man of Tomorrow n. 2 (autunno 1995):  "Pawns" ;[1]
- Action Comics n. 715 (novembre 1995):  "Doc Parasite!" .

### Storie principali
- Superman: The Man of Steel n. 50 (novembre 1995):  "Split Personality" ;
- Superman (vol. 2) n. 106 (novembre 1995, no title);
- The Adventures of Superman n. 529 (novembre 1995):  "Jail Break!" ;
- Action Comics n. 716 (dicembre 1995):  "Fugitive Justice!" ;
- Superman: The Man of Steel n. 51 (dicembre 1995):  "Wanted" ;
- Superman (vol. 2) n. 107 (dicembre 1995):  "Bottled Up!" ; *
- Steel (vol. 2) n. 22 (dicembre 1995):  "Deliverance!" ;[2]
- The Adventures of Superman n. 530 (dicembre 1995):  "Different Demons" ; *
- Superman: The Man of Tomorrow n. 3 (inverno 1995):  "Fighting Back" ; *
- Action Comics n. 717 (gennaio 1996):  "H'Tros City!" ;
- Superman: The Man of Steel n. 52 (gennaio 1996):  "Crime and Punishment" ;
- Superman (vol. 2) n. 108 (gennaio 1996):  "No Escape!" ;
- The Adventures of Superman n. 531 (gennaio 1996):  "Justice!"

*ci fu anche un collegamento con Underworld Unleashed

## Informazioni aggiuntive
- "The Trial of Superman" ebbe luogo nello stesso periodo del crossover Underworld Unleashed, spiegando così l'assenza di Superman durante questo evento.
- Lex Luthor rivelò di essere l'autore dell'attacco da parte del Parassita all'inizio della storia e disse anche che fece un patto con qualcuno al fine di ristabilire la sua salute e vitalità[3], così riferendosi indirettamente al crossover sopramenzionato.

## Ristampe
La storia fu successivamente raccolta in un'edizione cartonata (DC Comics, novembre 1997, 257 pagine, ISBN 1-56389-331-2).